# I Nomadi (album 1993)
I Nomadi è una raccolta dell'omonimo gruppo pubblicata dall'etichetta EMI nel 1993.

## Tracce
1. Dio è morto
2. Come potete giudicar
3. Noi non ci saremo
4. Io vagabondo
5. Voglio ridere
6. Canzone per un'amica
7. Joe Mitraglia
8. Un pugno di sabbia
9. Un figlio dei fiori non pensa al domani
10. Ophelia